# Меркс, Аксель
Аксель Меркс (нидерл. Axel Merckx, род. 8 августа 1972 в Уккеле, Бельгия) — бельгийский профессиональный шоссейный велогонщик. Бронзовый призёр летних Олимпийских игр 2004 года в групповой гонке. Участник летних Олимпийских игр 2000 года. Сын Эдди Меркса.

## Личная жизнь
В 1997 году женился на канадской триатлонистке Джоди Кросс. У пары две дочери Аксана Тэйлор Меркс (род. 05.05.2001) и Атина Грейс Меркс (род. 29.06.2005).

## Победы
| 1992 Тур де л'Авенир — этап 9 1998 Тур Баварии — этап 2 и 2-е место в общем зачёте 1999 Чемпионат Бельгии — 3-е место 2000 Чемпион Бельгии в групповой гонке Тур Валлонии — генеральная классификация Джиро д’Италия — этап 8 | 2001 Гран-при Валлонии 2003 Тур де Эна — генеральная классификация 2004 Олимпийские игры, групповая гонка — 3-е место 2005 Критериум Дофине — этап 5 |

## Статистика выступлений наГранд Турах
| Гранд Тур | 1995 | 1996 | 1997 | 1998 | 1999 | 2000 | 2001 | 2002 | 2003 | 2004 | 2005 | 2006 | 2007 |
| --------- | ---- | ---- | ---- | ---- | ---- | ---- | ---- | ---- | ---- | ---- | ---- | ---- | ---- |
| Джиро     | -    | -    | 19   | -    | -    | 25   | -    | -    | -    | -    | -    | сход | 50   |
| Тур       | -    | -    | -    | 10   | сход | -    | 22   | 28   | сход | 21   | 39   | 31   | 62   |
| Вуэльта   | 21   | 17   | -    | -    | -    | -    | -    | -    | -    | -    | -    | -    | -    |